# Флавій Маллій Феодор
Флавій Маллій Проб Феодор (*Flavius Mallius Probus Theodorus, д/н —після 399) — державний діяч, письменник часів пізньої Римської імперії. Товаришував з Аврелієм Августіном та поетом Клавдіаном.

## Життєпис
Про родину немає відомостей, проте знано про належність її до християн. Розпочав кар'єру у 376 році як адвокат при префекті преторія Італії. У 377 році очолив провінцію Африка. 378 року був керівником (консуляром) провінції Македонія. За імператора Граціана відав службою листування (з 379 року). У 380 році призначається на посаду коміта священних щедрот (займався фінансовими справами Західної Римської імперії).
Підтримував політику Стиліхона. З 382 до 383 року обіймав посаду преторіанського префекта Галлії. У 397—399 та 408—409 роках був преторіанським префектом Італії, Африк та Іллірії. У 399 році стає консулом (разом з Євтропієм). Про подальшу долю немає відомостей.

## Творчість
Є автором збірки з філософії, геометрії, астрономії, а також наукової праці «Про вимірювання».